# Simon Lohet
Simon Lohet   (c. 1550 - Stuttgart, 1611) va ser un compositor i organista flamenc del final del Renaixement, actiu a Alemanya. És conegut sobretot com un dels primers exponents de la fuga del teclat.

## Biografia
El pare de Lohet era un tal Jean de Lieja, de manera que la família és originària de Lieja i Simon va néixer probablement a la zona. Loxhay és la versió valona del seu cognom. Va ser nomenat organista de la cort de Württemberg a Stuttgart el 14 de setembre de 1571, ajudant a Utz Steigleder i H.F. Fries fins que tots dos es retiressin. Lohet va assumir llavors la plena responsabilitat dels serveis de la capella. També va ser una mica actiu com a professor, entre els seus alumnes hi havia el seu propi fill Ludwig (que es va convertir en ajudant del seu pare el 1594) i, sobretot, Adam Steigleder (pare de Johann Ulrich Steigleder). Lohet va fer diversos viatges als Països Baixos a la dècada de 1570 i a Venècia el 1581 per comprar instruments i música. El 1601 es retirà del seu càrrec. Va romandre a Stuttgart fins a la seva mort l'estiu de 1611.

## Obra
Nova Musices organicae tabulatura de Johann Woltz (Basilea, 1617) conté totes les obres conegudes de Lohet (sis també sobreviuen en un altre manuscrit, D-Mbs Mus.ms.1581). La major part de la seva petita producció que es conserva consisteix en vint fugues de teclat, que també són les seves obres més importants històricament. La majoria d'ells són curts, amb una mitjana de 20-25 barres, i vuit són monotemàtics (explorant un tema únic en una sola secció), cosa que és molt diferent dels exemples contemporanis de contrapunt imitatiu (és a dir, cercar i cançons que sovint passaven a més de 100 barres a diverses seccions que exploren una varietat de temes o diferents variacions d'un tema) i molt properes, també a causa de l'ús freqüent d'entrades de stretto, disminució i altres dispositius contrapuntístics, a la fuga clàssica del barroc tardà. A continuació es mostra una llista completa, amb el nombre de seccions entre parèntesis.
Totes les fugues d'una secció són monotemàtiques. Els seus temes són temes de recerca típics: lents, sostinguts, que es mouen en notes senceres, mitjanes i quartes. En dues seccions fugues, les dues seccions són imitatives o la segona està en contrapunt lliure. Les tres seccions de Fuga quinta són imitades, però la resta de fugues de tres seccions presenten una secció imitativa, una secció de temes de stretto / canzona i una secció de contrapunt gratuïta per al final. En total, les peces de Lohet representen algunes de les primeres fugues del teclat en la comprensió moderna de la paraula.
Les altres obres de Lohet són una canzona (que és realment una fuga monotemàtica com les descrites anteriorment), dues corals (Erbarm dich mein O Herre Gott i Nun Welche hie ihr hoffnung gar auf Gott den Herren legen) i les transcripcions de teclat d'un motet (Media vita in morte) i una cançó (De tout mon coeur). Les corals s'escriuen amb un estil que recorda la tradició sud-alemanya posterior, amb la primera línia imitada.